# Prado Tormejón
Prado Tormejón es el paraje donde se encuentra la Fuente Tormella, punto exacto del nacimiento del río Tormes, paraje que se encuentra ubicado a cerca de 2.000 metros de altitud en la sierra de Gredos perteneciente al municipio de Navarredonda de Gredos, en la provincia de Ávila. El lugar se encuentra al sur de la demarcación hidrográfica del Duero, próximo al límite con la demarcación hidrográfica del Tajo. El paisaje es el típico de alta montaña con praderías, escobares (cytisus purgans, cytisus multiflorus, cytisus scoparius), aulagares (genista florida) y con escasa vegetación de ribera.